# Carta Internacional de Drets Humans

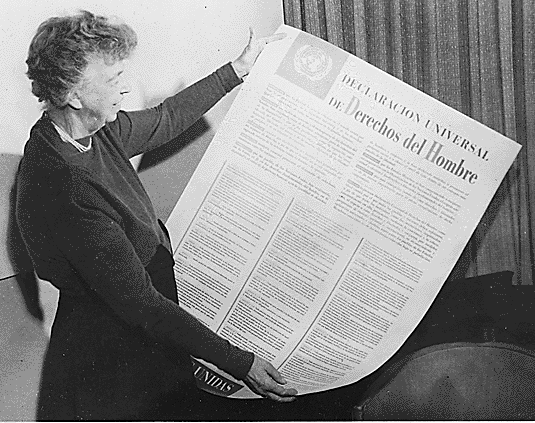
Eleanor Roosevelt sostenint la Declaració Universal dels Drets Humans en espanyol.

Es coneix com a Carta Internacional de Drets Humans al següent conjunt de documents sobre drets humans, proclamats per les Nacions Unides, en diversos moments:
- El Pacte Internacional de Drets Civils i Polítics (PIDCP), adoptat per l'Assemblea General de les Nacions Unides mitjançant la Resolució 2200A (XXI), de 16 de desembre de 1966, entrada en vigor el 23 de març de 1976.
- El Pacte Internacional dels Drets Econòmics, Socials i Culturals (PIDESC), adoptat per l'Assemblea General de les Nacions Unides mitjançant la Resolució 2200A (XXI), de 16 de desembre de 1966 i entrada en vigor el 3 de gener de 1976.
- Els protocols facultatius corresponents (el Protocol Facultatiu del Pacte Internacional de Drets Civils i Polítics i el Segon Protocol Facultatiu del Pacte Internacional de Drets Civils i Polítics, destinat a abolir la pena de mort)
- La Declaració Universal de Drets Humans, adoptada per l'Assemblea General de les Nacions Unides en la seva Resolució 217 A (III), de 10 de desembre de 1948 a París.

La Declaració Universal de Drets Humans té caràcter de dret internacional consuetudinari; lloc constitueix unes orientacions o línies a seguir, encara que és citada freqüentment en les lleis fonamentals o constitucions de molts de països i en altres legislacions nacionals, no obstant això, no té el tractament d'acord internacional o tractat internacional.
Els dos pactes internacionals: el de Drets Econòmics, Socials i Culturals i el de Drets Civils i Polítics, constitueixen acords vinculants, aprovats per l'Assemblea General en 1966, desenvolupen la Declaració Universal, ja que plasmen en obligacions jurídiques els drets que hi figuren i estableixen òrgans per vigilar el compliment pels Estats que en formen part. Aquests dos Pactes reben també el nom de Pactes de Nova York.
Els protocols facultatius que solen acompanyar els tractats de dret humans estableixen procediments (per exemple, d'investigació, denúncia o comunicació) en relació amb el tractat principal, o bé, desenvolupen aspectes particulars d'aquest. Els protocols facultatius tenen l'estatus de tractats internacionals i estan oberts a la signatura i ratificació per part dels estats parteix de tractat principal.